# Justicia hepperi
Justicia hepperi är en akantusväxtart som beskrevs av Hermann Heino Heine. Justicia hepperi ingår i släktet Justicia och familjen akantusväxter. Inga underarter finns listade i Catalogue of Life.